# Museumstoomtram Hoorn-Medemblik
 (décembre 2021).
Si vous disposez d'ouvrages ou d'articles de référence ou si vous connaissez des sites web de qualité traitant du thème abordé ici, merci de compléter l'article en donnant les références utiles à sa vérifiabilité et en les liant à la section « Notes et références ».
Le "Museumstoomtram Hoorn-Medemblik - SHM" (en français : Musée du tram à vapeur Hoorn-Medemblik), est un musée vivant qui effectue notamment un service de chemin de fer touristique, sur la ligne musée : Hoorn - Medemblik, avec des tramways et locomotives à vapeur historiques.
En collaboration avec la compagnie maritime Gebhard, la société exploite également le service de bateaux Medemblik - Enkhuizen avec le navire-musée MS Friesland.

## Ligne
Le tram à vapeur du musée utilise l'ancienne ligne locale de chemin de fer entre Hoorn et Medemblik, ouverte en 1887.

## Gares
- Hoorn
- Medemblik

Installations conservées
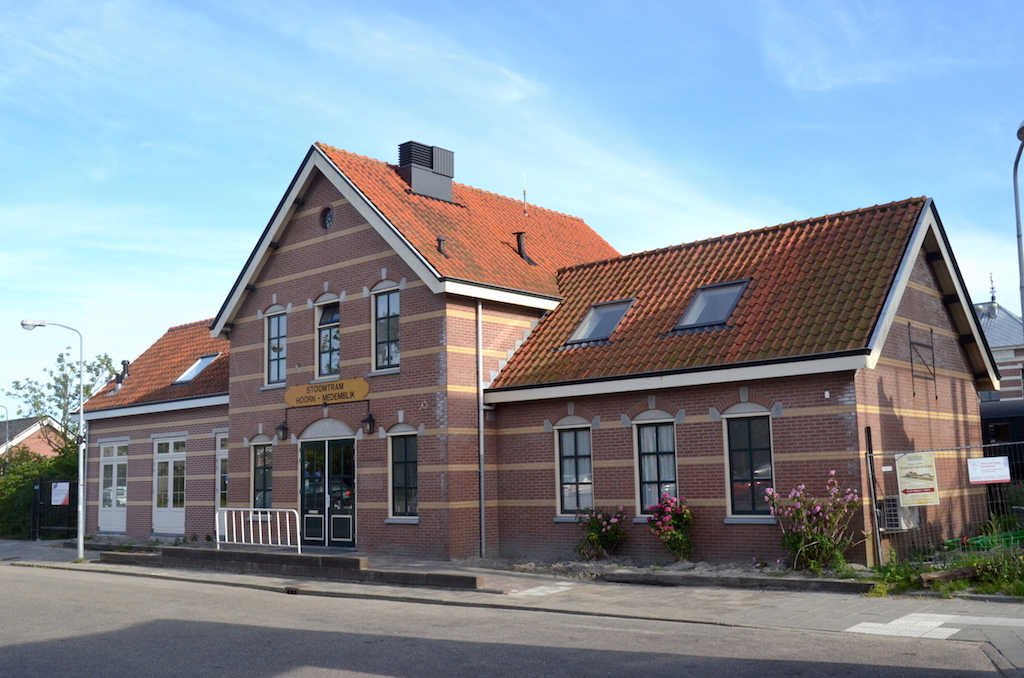
La gare de Hoorn.
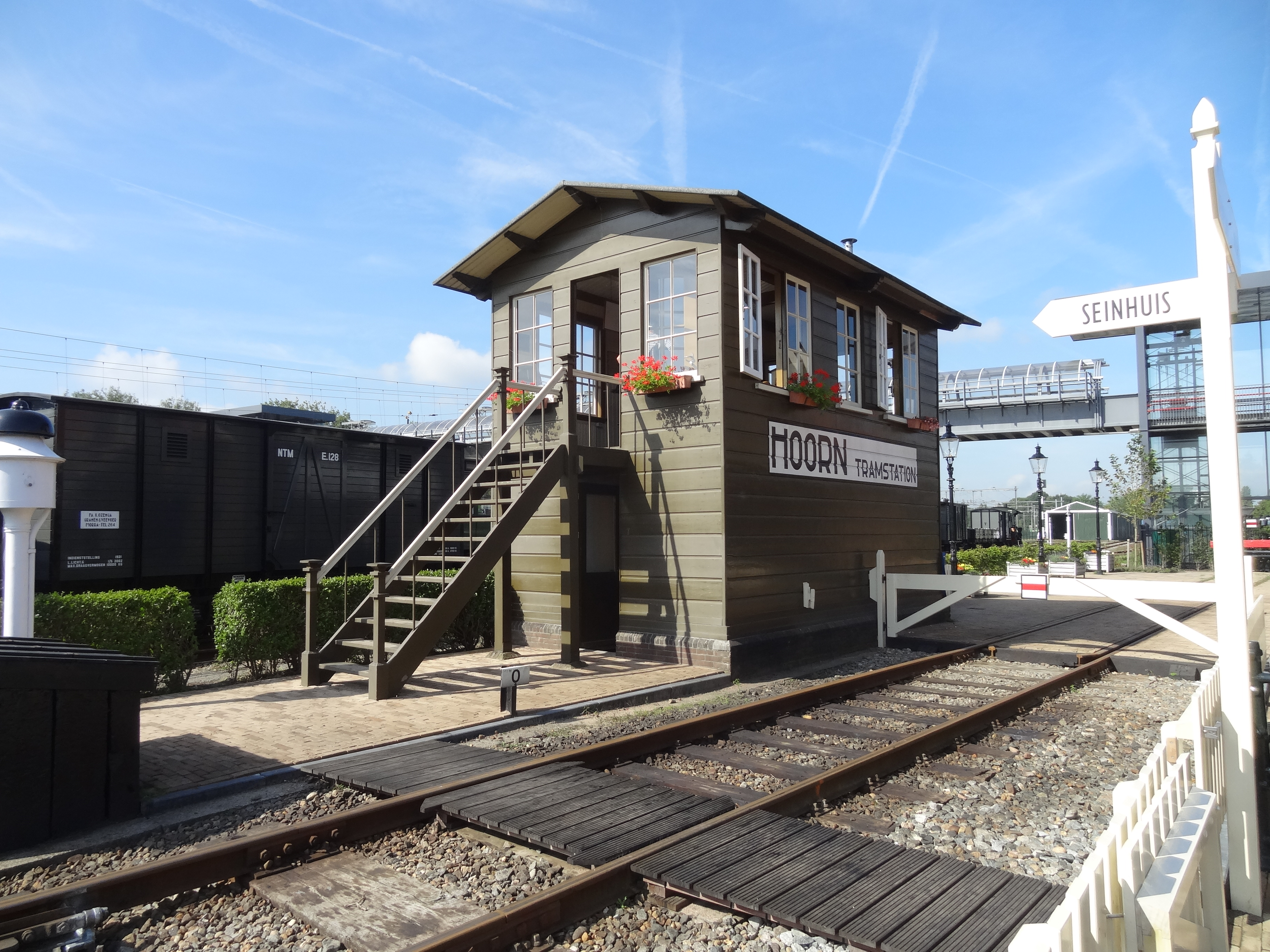
La cabine de signalisation de Kesteren.
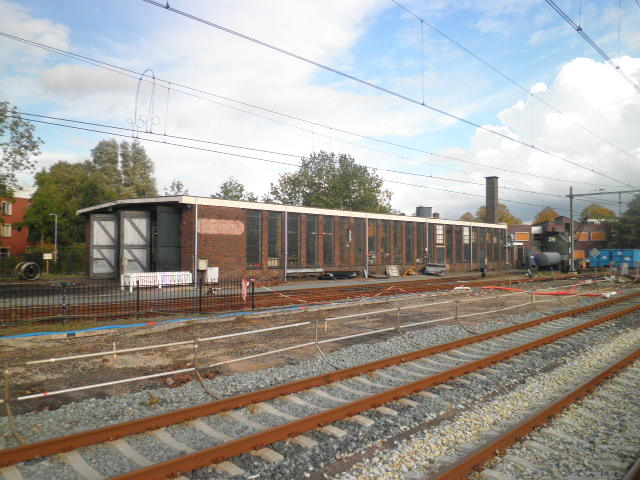
La remise de Hoorn, atelier du "SHM".
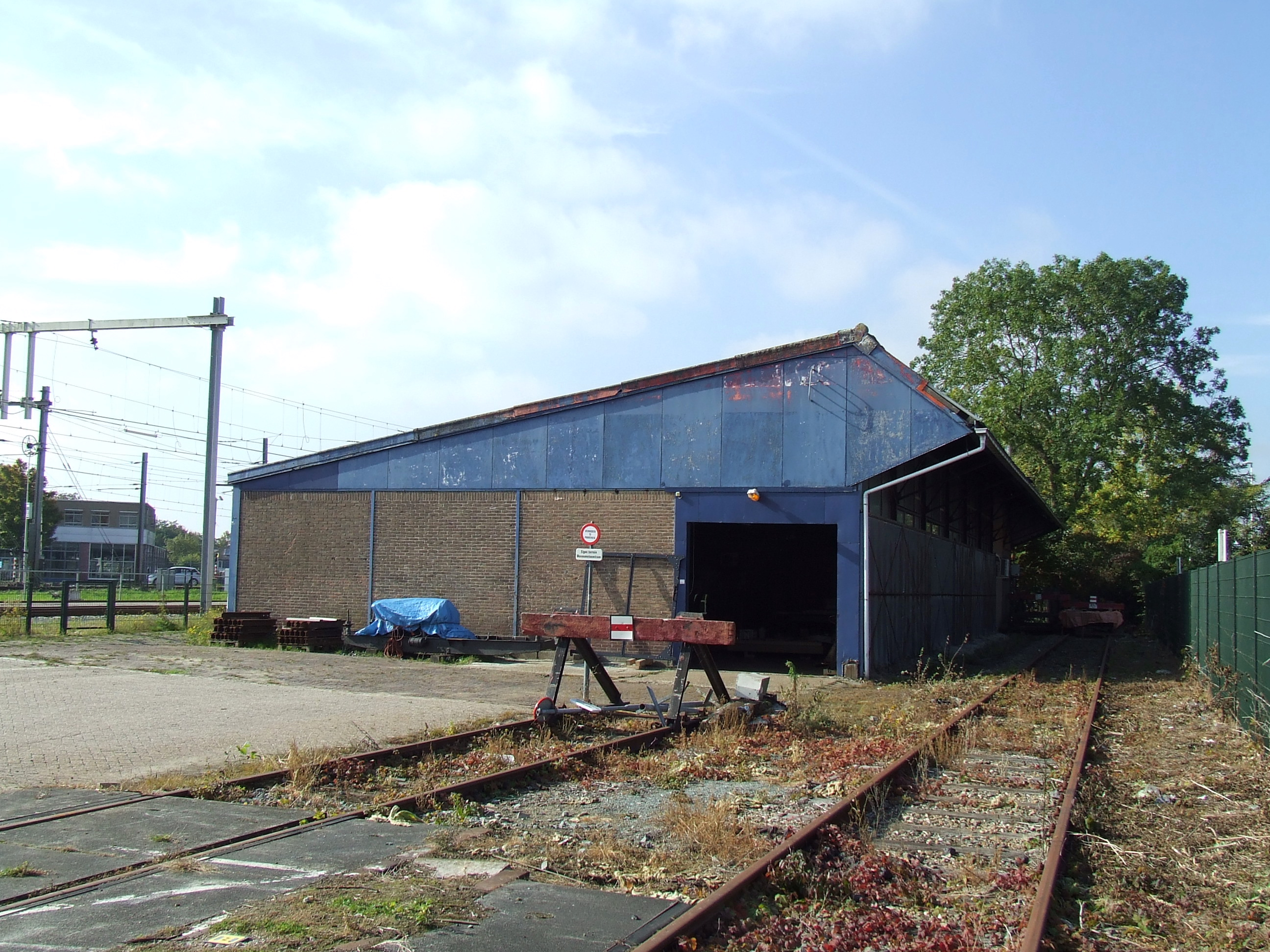
L'entrepôt CiKo à Hoorn, appartenant au musée.

## Les collections

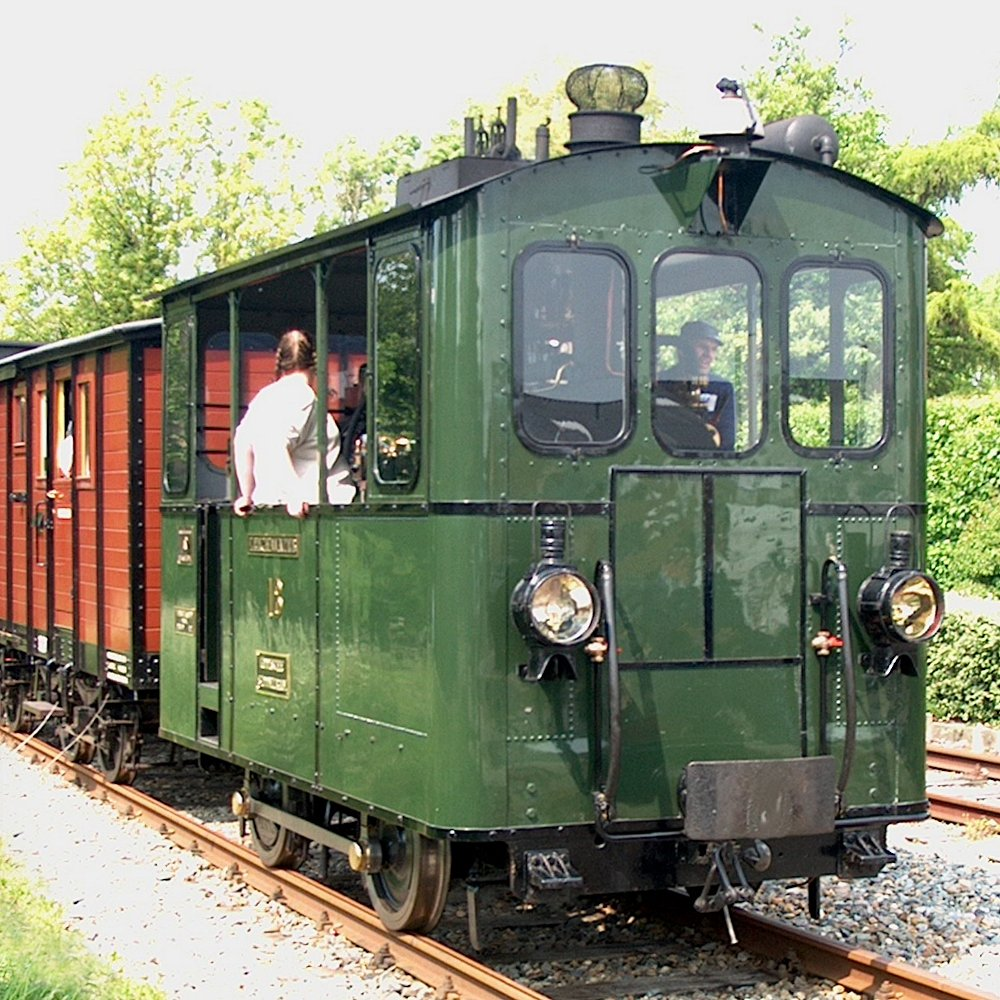
La locomotive n°18 "Leeghwater" (1921) du tramway à vapeur de Gooische.

Le musée du tramway à vapeur Hoorn-Medemblik possède une collection de tramways à vapeur historiques, de locomotives à vapeur ainsi que quelques locomotives diesel.
Les listes suivantesne sont pas exhaustives et devront être complétées ou actualisées au fil du temps (dernière actualisation en novembre 2024) :

### Locomotives à vapeur
| Photo | Numéro "SHM"                | Constructeur et date                                      | État actuel                           | Origine et informations techniques |
| ----- | --------------------------- | --------------------------------------------------------- | ------------------------------------- | --- |
|       | 5 dite "ENKHUIZEN"          | La Meuse, no 3252 (1929)                                  | Opérationnelle                        | - 1929-1971 : La "Société néerlandaise d'azote" à Sluiskil. - 1972 : Vendue au Museum Buurtspoorweg puis transférée à l'association. - 1999 : Elle reçut le nom de "ENKHUIZEN". - 7,7 m, 26,5 t (32 t en ordre de marche), vitesse maximum : 35 km/h. - Timbre chaudière : 12 kg/cm². - Capacité de la soute à charbon : 1 t. - Capacité de la soute à eau : 3 800 L (3,8 m3). |
|       | 8 dite "Ooievaar" (Cigogne) | Maschinenfabrik Breda, no 227 (1904)                      | Opérationnelle (depuis 2006).         | - 1904-1924 : Employée par la HTM pour le transport de passagers sur la ligne de tramway La Haye Rijswijk Delft. - 1924-1932 : Employée par la NZH pour le transport de passagers sur la ligne de tramway Leiden-Heestede. - 1933-1962 : Utilisée comme locomotive de manœuvre sur le site de la société de lignite Carisborg (à Hoensbroek). - 1962-1987 : Placée en monument à la Machinefabriek Breda. - 1988-1989 : Fait quelques tours pour Stg. Brabant Rail Breda. - 1996 : Transférée à Hoorn. - 2001-2005 : Début et fin de la restauration. - 4,9 m, 13 t, vitesse maximum : 45 km/h. - Timbre chaudière : 00 kg/cm². - Capacité de la soute à charbon : 00 t. - Capacité de la soute à eau : 0 000 L (0,0 m3).                                      |
|       | 16 dite "Medemblik"         | Arnold Jung Lokomotivfabrik GmbH, no 9846 (1943)          | Hors service (révision prévue)        | - 1943-1948 : Employée par Brinker Eisenwerke Langenhagen. - 1948-1978 : Employée par Georgmarënhutten Eisenbahn. - 1978 : Transférée à Hoorn. - 1980-1983 : Réparation majeure (avec nouvelle chaudière). - 1999 : Elle reçut le nom de "Medemblik". - 7,1 m, 17,6 t (23,5 t en ordre de marche), vitesse maximum : 40 km/h. - Timbre chaudière : 12 kg/cm². - Capacité de la soute à charbon : 800 kg. - Capacité de la soute à eau : 2 500 L (2,5 m3). |
|       | 18 dite "Leeghwater"        | Henschel & Sohn, no 18776 (1921)                          | Opérationnelle                        | - 1921-1937 : Employée au Gooische Stoomtram pour le transport de voyageurs sur les lignes de tramway Amsterdam-Muiderberg-Laren et Hilversum-Huizen-Bussum. - 1927-1964 : Utilisée comme locomotive de manœuvre pour la Coopérative Beetroot Suikerfabriek (Roosendaal). - 1964-1967 : Transférée via le NVBS et le Tramweg Stichting vers l'atelier NS de Tilburg où la locomotive est remise en état de marche. - 1968 : Transférée à Hoorn. - 1990 : Restauration majeure (nouvelle chaudière). - 5,2 m, 14,8 t (17 t en ordre de marche), vitesse maximum : 45 km/h. - Timbre chaudière : 12 kg/cm². - Capacité de la soute à charbon : Inconnue. - Capacité de la soute à eau : 2 000 L (2 m3).                                                          |
|       | 23 "WSM"                    | Orenstein & Koppel, no 8319 (1918)                        | Hors service (présentation statique). | - 1918-1928 : Utilisée comme locomotive de manœuvre à l'Eisen- und Drahtwerke Alplerbeck de Westphalie. - 1928-1940 : Transporte des tramways de marchandises au Westlandsche Stoomtramweg-Maatschappij. - 1940-1970 : Utilisée comme locomotive de manœuvre à la Suikerfabriek à Zevenbergen. - 1970 : Donnée à la Tramweg-Stichting et transférée à Hoorn. - 1970-1979 : En service au MHM sous le numéro WSM 23. - 1979 : Mise hors service. - 2023 : La locomotive est placée comme engin statique (présentation) pour le musée du tramway à vapeur de Hoorn. - 6 m, 21 t (27,4 t en ordre de marche), vitesse maximum : 30 km/h. - Timbre chaudière : 10 kg/cm². - Capacité de la soute à charbon : 1,2 t. - Capacité de la soute à eau : 3 000 L (3 m3). |
|       | 26 "LTM"                    | Hannoversche Maschinenfabrik AG (Hanomag), no 9862 (1922) | Opérationnelle                        | - 1922-1938 : Utilisée avec le Limbourgsche Tramweg-Maatschappij sur les lignes de tramway Roermond-Sittard (jusqu'en 1927) et Maastricht-Vaals (à partir de 1928). - 1972 : Acquise et transférée à Hoorn. - 1996-2000 : Restauration complète (nouvelle chaudière). - 2018-2019 : Révision technique et esthétique. - 6,7 m, 23,5 t (28,5 t en ordre de marche), vitesse maximum : 60 km/h. - Timbre chaudière : 12 kg/cm². - Capacité de la soute à charbon : 800 kg. - Capacité de la soute à eau : 2 500 L (2,5 m3). |
|       | 30 dite "Hoorn"             | Arnold Jung Lokomotivfabrik GmbH, no 1268 (1908)          | Hors service (révision prévue).       | - 1908-1967 : Utilisée par la municipalité de Rotterdam Gasberdrijt. - 1967 : Vendue à la fondation Tramweg. - 1968 : Transférée à Hoorn. - 1999 : Elle reçut le nom de "Hoorn". - 2000-01 : Révision et restauration complète. - 2018 : Révision complète. - 6,7 m, 13,5 t (18 t en ordre de marche), vitesse maximum : 30 km/h. - Timbre chaudière : 12 kg/cm². - Capacité de la soute à charbon : 700 kg. - Capacité de la soute à eau : 2 500 L (2,5 m3). |
|       | 6513                        | Hohenzollern, no 413 (1887)                               | Opérationnelle                        | - 1887-1973 : Utilisée comme locomotive de manœuvre chez la société W. Ernst Haas und Sohn à Sinn/Dillkreis. - 1973-1977 : Rejoint la collection du Museumbaan Aschaffenburg. - 1978 : Transférée à Hoorn. - 2007-2017 : Restauration complète. - 6,2 m, 12,7 t (15,5 t en ordre de marche), vitesse maximum : 45 km/h. - Timbre chaudière : 12 kg/cm². - Capacité de la soute à charbon : Inconnue. - Capacité de la soute à eau : Inconnue. |
|       | 7742 dite "Bello"           | Berliner Maschinenbau AG, no 5249 (1914)                  | Opérationnelle                        | - Locomotive provenant de la ligne de tramway Alkmaar - Bergen - Bergen aan Zee qui a été désaffectée en 1955. - 1914-1932 : En service comme locomotive locale auprès du HIJSM, à partir de 1921 NS. - 1932-1955 : En service pour les lignes de tramway NS depuis Alkmaar. - 1955 : Mise hors service. - 1960 : Placée comme monument dans le village de Bergen. - 1978 : Vendue pour un franc symbolique à l'association. - 1980-85 : Restauration complète (nouvelle chaudière), remise en service. - 2014-2015 : Restauration complète. - 8 m, 23,5 t (28,5 t en ordre de marche), vitesse maximum : 65 km/h. - Timbre chaudière : 12 kg/cm². - Capacité de la soute à charbon : 1 t. - Capacité de la soute à eau : 3 800 L (3,8 m3).                    |

### Locomotives diesel
| Photo | Numéro "SHM"                 | Constructeur et date        | État actuel    | Origine et informations techniques |
| ----- | ---------------------------- | --------------------------- | -------------- | --- |
|       | 101 "NTM"                    | Kromhout (Amsterdam), 1930  | Opérationnelle | - 1936-1942 : En service pour la "Nederlandsche Tramweg Maatschappij" (NTM). - 2004 : Statut accordé au registre des monuments ferroviaires. - 2007 : Transférée à Hoorn. - 2009 : Début de la restauration. - 2013-14 : Fin de la restauration et mise en service. - 6,4 m, 14,6 t, vitesse maximum : 00 km/h. |
|       | NS Sik no 271                | Werkspoor (Amsterdam), 1936 | Opérationnelle | - Locotracteur d'origine néerlandaise, acquis en 2012. - 7,2 m, 21 t, vitesse maximum : 60 km/h. |
|       | NS Sik no 288                | Werkspoor (Amsterdam), 1938 | Opérationnel   | - Locotracteur d'origine néerlandaise, acquis en 2010. - 7,2 m, 21 t, vitesse maximum : 60 km/h. |
|       | NS Sik Grue (kransik) no 361 | Werkspoor (Amsterdam), 1950 | Hors service   | - Locotracteur d'origine néerlandaise, acquis en août 2019. - 7,2 m, 23 t, vitesse maximum : 60 km/h. |

### Voitures à voyageurs
| Photo | Numéro "SHM" | Constructeur et date | État actuel | Origine et informations techniques |
| ----- | ------------ | -------------------- | ----------- | ---------------------------------- |

### Wagons de marchandises
| Photo | Numéro "SHM" | Constructeur et date | État actuel | Origine et informations techniques |
| ----- | ------------ | -------------------- | ----------- | ---------------------------------- |